# کنتا یاناگیدا
کنتا یاناگیدا (ژاپنی: 柳田 健太؛ زادهٔ ۲۷ دسامبر ۱۹۹۵) یک بازیکن فوتبال اهل ژاپن است.
از باشگاه‌هایی که در آن بازی کرده‌است می‌توان به باشگاه فوتبال کاماتامار سان‌اوکی اشاره کرد.